# 池松宏
池松 宏（いけまつ ひろし、1964年6月14日 - ）は、日本のコントラバス奏者。東京都交響楽団首席奏者。ストリング・アンサンブル・ヴェガ主宰。東京芸術大学音楽学部教授。国立音楽大学音楽学部演奏・創作学科弦管打楽器専修客員教授。

## 来歴
ブラジル生まれ。19歳よりコントラバスを始め、桐朋学園大学音楽学部で堤俊作、小野崎充、西田直文、田中雅彦に師事。大学卒業後はカナダへ渡りゲーリー・カーに師事。
1989年にNHK交響楽団へ入団。1994年から同楽団首席奏者を務め、2006年にNHK交響楽団を退団。選考オーディションを受け同年5月にニュージーランド交響楽団へ入団。同楽団首席奏者を経て、2014年4月より東京都交響楽団首席奏者。ソリストとして国内外のリサイタルへ多数出演。
紀尾井シンフォニエッタ東京、サイトウ・キネン・オーケストラ、水戸室内管弦楽団へも参加している。
コントラバス指導者として国立音楽大学客員教授（演奏・創作学科弦管打楽器専修コントラバス担当）、東京芸術大学音楽学部器楽科教授（弦楽）も務める。

## ディスコグラフィー
- オーパ，コントラバス!（OPA，Contrabass! Digital MediaLab.,Inc. 2000年10月25日）
- ノーヴァ，コントラバス!（NOVA，Contrabass! Digital MediaLab.,Inc. 2002年1月25日）
- 5つのアヴェマリア（ドリーミュージック 2005年11月23日）
- オーパ，コントラバス!（ドリーミュージック 2007年7月11日）
- ノーヴァ，コントラバス!（ドリーミュージック 2007年7月11日)
- ラフマニノフ：チェロソナタ（ドリーミュージック 2008年8月13日)
- 日本の詩（ドリーミュージック 2010年8月18日)
- ショパン:チェロ・ソナタ(コントラバス演奏版)（ドリーミュージック 2012年11月21日)

## 著書
- コントラバスレパートリー ポピュラー&クラシック名曲集（ヤマハミュージックメディア 2005年7月15日）
- コントラバス ポピュラー&クラシック名曲集（ヤマハミュージックメディア 2012年4月24日）
- 歌心溢れる名曲をコントラバスで~美しいピアノ伴奏とともに~（ヤマハミュージックメディア 2014年10月11日）